# Lobamba
Lobamba – czwarte co do wielkości miasto Eswatini, położone w środkowo-zachodniej części kraju. Jako siedziba parlamentu i króla jest jedną z dwóch stolic Eswatini. Leży we wschodniej części doliny Ezulwini oraz 18 km na południowy wschód od siedziby rządu i drugiej stolicy kraju – Mbabane.
Lobamba jest uznawana za duchową stolicę Eswatini.

## Historia
Miasto zbudowane zostało w 1830 roku dla króla Sobhuzy I jako wioska królewska pod nazwą Nkanini.
W Lobambie znajduje się siedziba królowej matki (indovukazi) Ntombi.

## Obiekty
W stolicy istnieje wydzielona zamknięta część miasta, kraal, stanowiąca własność rodziny panującej. Lobamba jest siedzibą parlamentu oraz lokalizacją oficjalnej rezydencji króla. W mieście znajdują się także biura Rady Narodowej Eswatini.
W 1972 roku w Lobambie założono Muzeum Narodowe (w suazi Umsamo Wesive), które oprócz muzeum z eksponatami historii i historii naturalnej pełni funkcję archiwum. Budynek znajduje się w pobliżu siedziby parlamentu.
W 1982 roku, po śmierci monarchy, założono Park Pamięci Króla Sobhuzy II mieszczący się naprzeciwko Muzeum Narodowego. Pośrodku parku znajduje się mosiężny pomnik władcy z mottem brzmiącym „Anginasitsa”, co oznacza „nie mam wrogów”. W parku znajduje się szklane mauzoleum, gdzie spoczywa Sobhuza II. W obiekcie znajduje się niewielka wystawa muzealna ukazująca życie króla.

## Kultura
W Lobambie corocznie odbywają się dwa najważniejsze wydarzenia kulturalne w kraju: święto Incwala (ceremonia narodowa) i Umhlanga (święto trzcin).

## Sport
W Lobambie znajduje się stadion narodowy Somholo National Stadium, który może pomieścić 30 tysięcy ludzi.